# Kanton Montpellier-1
Kanton Montpellier-1 is een kanton van het Franse departement Hérault. Het kanton maakt deel uit van het arrondissement Montpellier.

## Gemeenten
Het kanton Montpellier-1 omvatte tot 2014 enkel een deel van de gemeente Montpellier, namelijk de volgende wijken : 
- Ecusson
- Centre Historique
- Comédie
- Gares
- Clemenceau
- Gambetta
- Rondelet
- Nouveau Saint Roch

Na de herindeling van de kantons bij decreet van 26 februari 2014,  met uitwerking op 22 maart 2015, omvat het kanton:
- de gemeente Grabels
- een westelijk deel van de gemeente Montpellier